# Люборадз (Лодзинське воєводство)
Люборадз (пол. Luboradz) — село в Польщі, у гміні Кросневиці Кутновського повіту Лодзинського воєводства.
Населення — 64 особи (2011).
У 1975-1998 роках село належало до Плоцького воєводства.

## Демографія
Демографічна структура станом на 31 березня 2011 року:
|          | Загалом | Допрацездатний вік | Працездатний вік | Постпрацездатний вік |
| -------- | ------- | ------------------ | ---------------- | -------------------- |
| Чоловіки | 36      | 4                  | 29               | 3                    |
| Жінки    | 28      | 4                  | 16               | 8                    |
| Разом    | 64      | 8                  | 45               | 11                   |